# 鄭州市愛心導盲犬服務中心
鄭州市愛心導盲犬服務中心是河南省鄭州市的一家非營利導盲犬培訓機構，為中國大陸第三家、河南省首家導盲犬培訓機構，成立於2009年，創立者及現任主任為关骊。

## 歷史
2009年9月成立，由关骊私人筹资开办。2011年，中心訓練的导盲犬「A米」正式上崗，為河南省首隻導盲犬。
2015年5月1日，中心组织3只导盲犬与10位盲人从郑州东站乘坐G6911次列车到洛阳，創下全國首次盲人帶導盲犬搭乘火車的紀錄。2016年5月，中心主任关骊帶領兩位鄭州盲人及各自的導盲犬“伊娃”和“戴安娜”進行歷時5天的北京之旅，參觀了長城、清华大学等地，創下全國首例盲人帶導盲犬登臨長城的紀錄。
2018年4月25日，中心在國際導盲犬日之際舉行成立十周年庆典和表彰大会。

## 榮譽
- 2021年，在国际中国公益事业大典上獲“向公益组织致敬”大奖[10]。